# Santolina
- Commons
- Wikispecies

Santolina é um género botânico pertencente à família Asteraceae. Santolina é uma planta que visualmente sem flores não nos diz muito, embora se adapte perfeitamente aos jardins xerófitos (aqueles que consomem pouca água). Nativo da região do Mediterrâneo. De acordo com os autores, existem entre 15 e 18 espécies. 

## Classificação do gênero
| Sistema | Classificação                               | Referência |
| ------- | ------------------------------------------- | ---------- |
| Linné   | Classe Syngenesia, ordem Polygamia aequalis | [ 1 ]      |

## Descrição
As espécies são pequenos arbustos sempre-verdes que atingem 10-60 cm de altura. As folhas são simples em algumas espécies, ou pinadas, finamente divididas em outras, muitas vezes densamente peludas. As flores são amarelas, produzidas em inflorescências globosas com cabeças de flores de 1-2 cm de diâmetro que se projetam 10-25 cm acima da folhagem. 